# Àhmad ibn Yússuf al-Misrí
|  | No s'ha de confondre amb Àhmad ibn Yússuf o Àhmad ibn Yússuf al-Mustaín. |

Abu-Jàfar Àhmad ibn Yússuf ibn Ibrahim ibn Tammam as-Siddiq al-Baghdadí al-Misrí (àrab: أبو جعفر أحمد بن يوسف بن إبراهيم بن تمام الصدَيق البغدادي المصري, Abū Jaʿfar Aḥmad b. Yūsuf b. Ibrāhīm b. Tammām aṣ-Ṣiddīq al-Baḡdādī al-Miṣrī), més conegut simplement com Abu-Jàfar Àhmad ibn Yússuf o com Àhmad ibn Yússuf al-Misrí (llatinitzat com Ametus o Hametus) (Bagdad, 835 - el Caire, 912), va ser un matemàtic àrab, fill del també matemàtic Yússuf ibn Ibrahim.

## Biografia
Àhmad ibn Yússuf va néixer a Bagdad (avui a l'Iraq) però no hi va créixer, ja que el seu pare va marxar a Damasc el 839. Va anar més tard al Caire, en una data desconeguda; és llavors que va ser conegut sota el nom de «l'Egipci» (en àrab, al-Misrí), probablement a una edat jove. És versemblant que la seva joventut la passés al si d'un medi ambient estimulant amb el seu pare treballant en matemàtiques, astronomia i medicina, produint taules astronòmiques i sent membre d'un cercle de savis. Àhmad ibn Yússuf va tenir un paper important a jugar a Egipte, sota la relativa independència de la dinastia tulúnida respecte del califat Abbàssida. Es va quedar a Egipte fins a la seva mort el 912.

## Obres
Persisteix un desacord sobre la paternitat de certes obres atribuïdes a Àhmad ibn Yússuf: són seves pròpies, o bé les del seu pare, o fins i tot obres coescrites amb el seu pare? Tanmateix, és clar que ha redactat un llibre sobre les raons i les proporcions sota la forma d'un comentari dels Elements d'Euclides i que va ser traduït al llatí per Gerard de Cremona. Aquest llibre va influenciar els matemàtics europeus, sobretot Fibonacci. També va escriure un tractat Sobre els arcs similars. Va escriure un comentari del Centiloquium de Ptolemeu, però segons diferents estudiosos aquest pseudo-Ptolemeu seria de fet obra del propi Àhmad. Va escriure també un llibre sobre l'astrolabi i va inventar tècniques per resoldre dificultats vinculades a les taxes, les quals van ser exposades més tard en el Líber Abaci de Fibonacci.

## Posteritat
Nombrosos matemàtics fan referència al seu treball, entre els quals: Thomas Bradwardine, Jordanus Nemorarius i Luca Pacioli.